# جوني هاينز (ممثل)
جوني هاينز (بالإنجليزية: Johnny Hines)‏ هو كاتب سيناريو ومخرج وممثل أمريكي، ولد في 25 يوليو 1895 في الولايات المتحدة، وتوفي في 24 أكتوبر 1970 بلوس أنجلوس في الولايات المتحدة.

## وصلات خارجية
- جوني هاينز على موقع IMDb (الإنجليزية)
- جوني هاينز على موقع تيرنر كلاسيك موفيز (الإنجليزية)
- جوني هاينز على موقع أول موفي (الإنجليزية)
- جوني هاينز على موقع قاعدة بيانات الأفلام السويدية (السويدية)
- جوني هاينز على موقع إن إن دي بي (الإنجليزية)
- جوني هاينز على موقع قاعدة بيانات الفيلم (الإنجليزية)
- جوني هاينز على موقع كينوبويسك (الروسية)